# Miracle Drug
Miracle Drug – piosenka rockowej grupy U2, pochodząca z jej wydanego w 2004 roku albumu, How to Dismantle an Atomic Bomb. Opowiada ona o irlandzkim pisarzu Christopherze Nolanie, z którym członkowie zespołu uczęszczali do szkoły.
Piosenka jest jedną z trzech, w których można usłyszeć wokal aż trzech członków zespołu – Bono, The Edge’a i Larry’ego Mullena Jr. (drugą jest „Numb” z albumu Zooropa, a trzecią – „California (There Is No End to Love)” z płyty Songs of Innocence).
„Miracle Drug” była wykonywana na żywo podczas każdego koncertu pierwszego i drugiego etapu trasy Vertigo Tour. Bono chciał poprzez to złożyć wyrazy uznania i szacunku wszystkim lekarzom, pielęgniarkom oraz pozostałym pracownikom służby medycznej. Pod koniec trzeciego etapu trasy, piosenka przestała być grana podczas występów. Nie pojawiła się tym samym w trakcie etapu czwartego i piątego Vertigo Tour. Jej ostatnie wykonanie na żywo miało miejsce 28 listopada 2005 w Montrealu.

## Twórcy
U2
- Bono – wokale główne, gitara
- The Edge – gitara, pianino, dodatkowe wokale
- Adam Clayton – bas
- Larry Mullen Jr. – perkusja, chórki

Pozostali muzycy
- Jacknife Lee – syntezator, programowanie
- Carl Glanville – instrumenty perkusyjne, dodatkowy syntezator